# 壁細胞

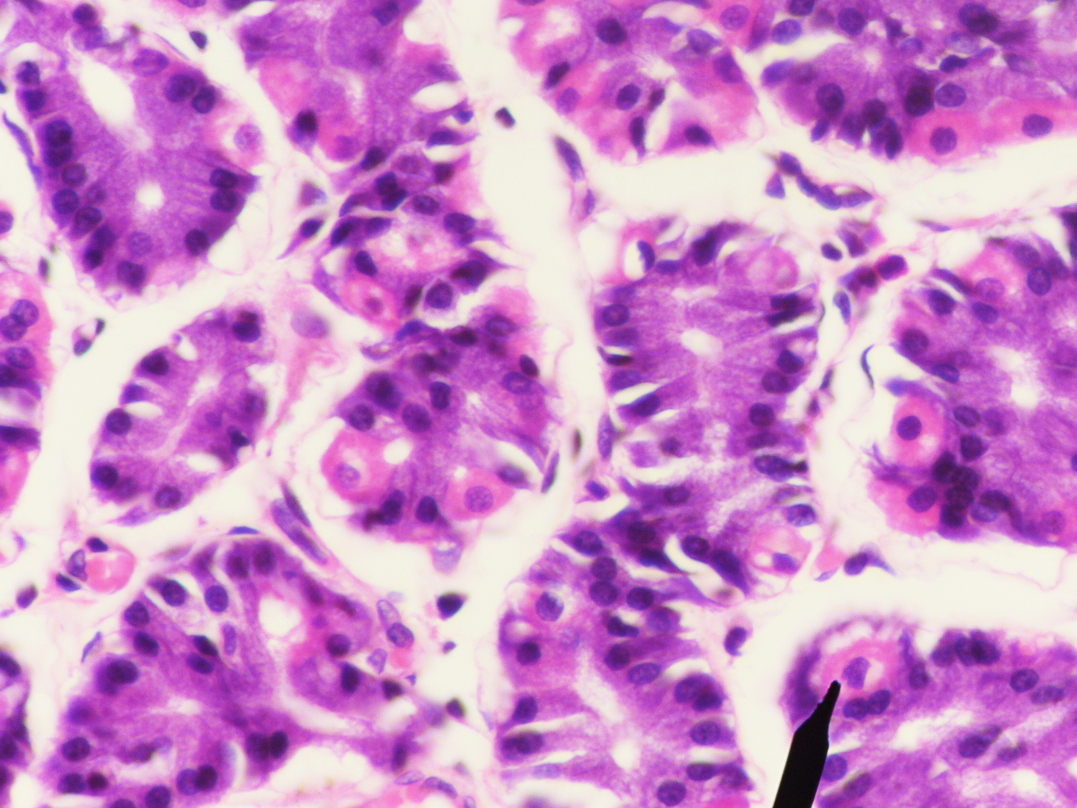
ヒトの胃の壁細胞

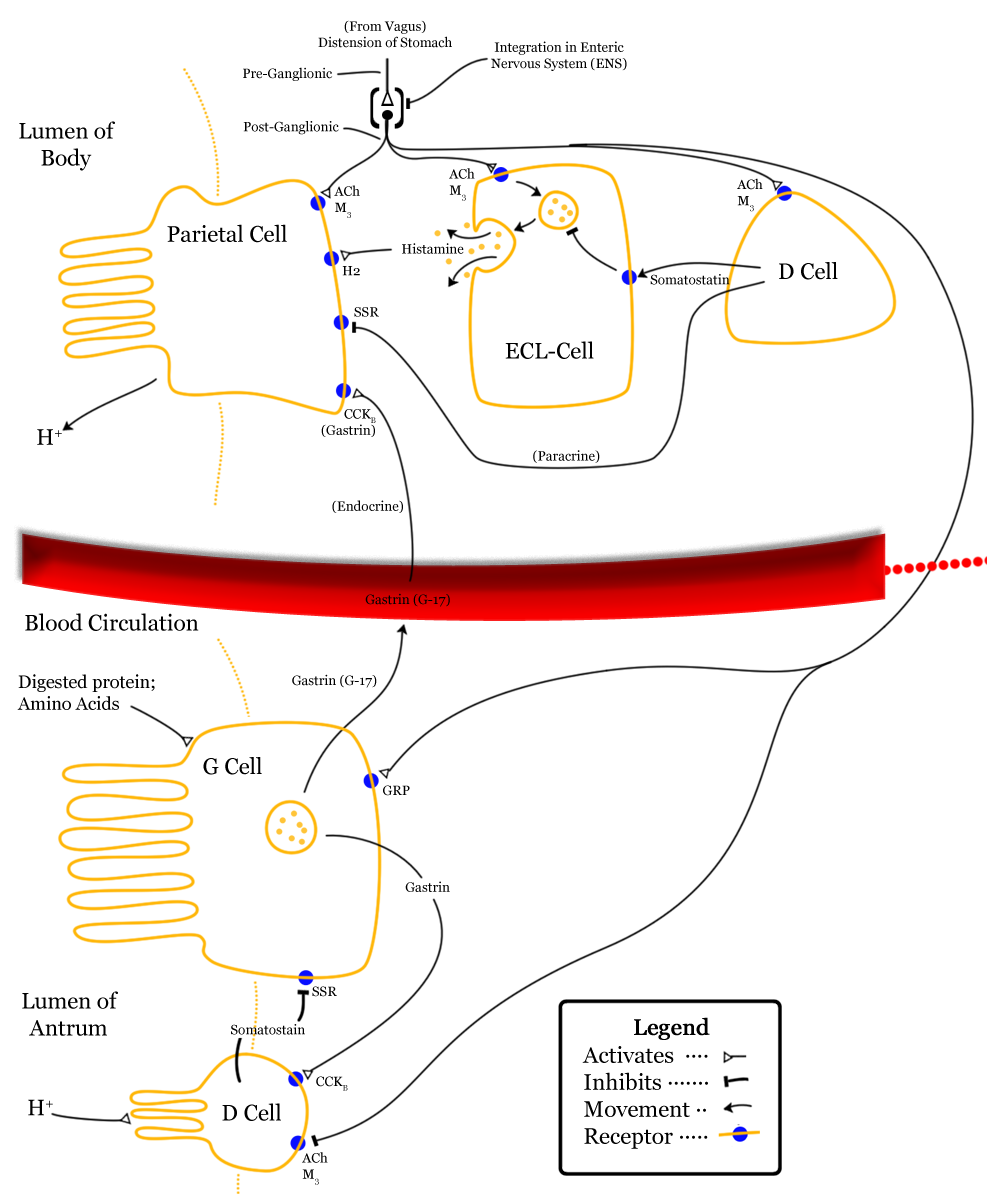
胃酸の制御

壁細胞（へきさいぼう、英: parietal cell）とは固有胃腺に存在する細胞の1つ。傍細胞とも呼ばれる。細胞質にはミトコンドリアや滑面小胞体に富み、酸好性を示す。核は細胞の中央に位置し、しばしば二核の細胞が存在する。壁細胞はエネルギーを消費して、小胞体上のプロトンポンプ（H+,K+ATPase）によってH+を胃腺内腔に汲み出す。このH+と別経路から排出されたCl-から胃酸（塩酸）が産生される。ヒスタミン、アセチルコリン、ガストリンは壁細胞に作用して胃酸分泌を促進する作用を有する。ヒスタミンは壁細胞のH2受容体を、アセチルコリンはM3受容体を、ガストリンはCCK2受容体をそれぞれ刺激して胃酸分泌を促進させる。
また、壁細胞はビタミンB12の吸収に不可欠な内因子を合成・分泌する．